# Tour da Tailândia de 2019
A 14.ª edição do Tour da Tailândia (oficialmente: The Princess Maha Chakri Sirindhorn's Cup "Tour of Thailand") celebrou-se entre 1 e 6 de abril de 2019 com início na cidade de Phitsanuloke e final na cidade de Chiang Mai na Tailândia. O percurso constou de um total de 6 etapas sobre uma distância total de 974,8 km.
A carreira fez parte do circuito UCI Asia Tour de 2019 dentro da categoria 2.1. O vencedor final foi o australiano Ryan Cavanagh da St George Continental seguido do espanhol Marcos García da Kinan e o francês Thomas Lebas também da Kinan.

## Equipas participantes
Tomaram a partida um total de 20 equipas, dos quais 1 foi de categoria Profissional Continental, 14 de categoria Continental e 5 selecções nacionais, quem conformaram um pelotão de 117 ciclistas dos quais terminaram 87. As equipas participantes foram:
| Equipe profissional Continental- Nippo Vini Fantini Faizanè Equipes Continentais (14)- 7 Eleven Cliqq-air21 by Roadbike Philippines - Drapac-Cannondale Holistic Development - Hengxiang - Interpro Cycling Academy - KFC Cycling Team - Kinan Cycling Team - LX Cycling Team - Seoul Cycling Team - St George Continental Cycling Team - Team Sauerland NRW p/b SKS GERMANY - Terengganu Inc-TSG Cycling Team - Thailand Continental - Team Ukyo - Vino-Astana Motors Equipes nacionais (5)- Malásia - Singapura - Taipé Chinês - Tailândia - Uzbequistão |
| |

## Percorrido
| Etapa | Data   | Percurso                       | type            | Distância (km) | Vencedor              | Líder geral      |
| ----- | ------ | ------------------------------ | --------------- | -------------- | --------------------- | ---------------- |
| 1     | 1 abr. | Mueang Phitsanulok – Uttaradit | etapa plana     | 166,8          | Giovanni Lonardi      | Giovanni Lonardi |
| 2     | 2 abr. | Uttaradit – Nan                | média montanha  | 182,5          | Park Sang-hoon        | Giovanni Lonardi |
| 3     | 3 abr. | Nan – Nan                      | média montanha  | 199,7          | Ryan Cavanagh         | Ryan Cavanagh    |
| 4     | 4 abr. | Nan – Phayao                   | média montanha  | 145,5          | Maral-erdene Batmunkh | Ryan Cavanagh    |
| 5     | 5 abr. | Phayao – Lampang               | etapa escarpada | 164,3          | Sarawut Sirironnachai | Ryan Cavanagh    |
| 6     | 6 abr. | Lampang – Chiang Mai           | etapa escarpada | 116            | Martin Laas           | Ryan Cavanagh    |

## Desenvolvimento da carreira

### 1.ª etapa
Phitsanuloke – Uttaradit (166,8 km)
| \| Classificação por etapas \| Classificação por etapas \| Classificação por etapas \| Classificação por etapas \| Classificação por etapas \| \| Ciclista \| Ciclista \| Equipe \| Tempo \| \| \| ------------------------ \| ------------------------ \| -------------------------------------------- \| ------------------------ \| ------------------------ \| \| 1. \| Giovanni Lonardi \| Nippo-Vini Fantini-Faizanè \| 3h37m54s \| \| \| 2. \| Irwandie Lakasek \| Terengganu Inc-TSG Cycling Team \| + 0s \| \| \| 3. \| Jensen Plowright \| Drapac-Cannondale Holistic Development \| + 0s \| \| \| 4. \| Imerio Cima \| Nippo-Vini Fantini-Faizanè \| + 0s \| \| \| 5. \| Dominic Perez \| 7 Eleven Cliqq-air21 by Roadbike Philippines \| + 0s \| \| \| 6. \| Yasuharu Nakajima \| Kinan Cycling Team \| + 0s \| \| \| 7. \| Park Sang-hoon \| LX Cycling Team \| + 0s \| \| \| 8. \| Yuan Tang Peng \| Taipé Chinês \| + 0s \| \| \| 9. \| Kohei Yokotsuka \| Team Ukyo \| + 0s \| \| \| 10. \| Zhang Zheng \| Hengxiang Cycling Team \| + 0s \| \| |                   |                                              |          |
| |                   |                                              |          |
| Fonte: ProCyclingStats |                   |                                              |          |
| Classificação por etapas |                   |                                              |          |
| Ciclista | Ciclista          | Equipe                                       | Tempo    |
| 1. | Giovanni Lonardi  | Nippo-Vini Fantini-Faizanè                   | 3h37m54s |
| 2. | Irwandie Lakasek  | Terengganu Inc-TSG Cycling Team              | + 0s     |
| 3. | Jensen Plowright  | Drapac-Cannondale Holistic Development       | + 0s     |
| 4. | Imerio Cima       | Nippo-Vini Fantini-Faizanè                   | + 0s     |
| 5. | Dominic Perez     | 7 Eleven Cliqq-air21 by Roadbike Philippines | + 0s     |
| 6. | Yasuharu Nakajima | Kinan Cycling Team                           | + 0s     |
| 7. | Park Sang-hoon    | LX Cycling Team                              | + 0s     |
| 8. | Yuan Tang Peng    | Taipé Chinês                                 | + 0s     |
| 9. | Kohei Yokotsuka   | Team Ukyo                                    | + 0s     |
| 10. | Zhang Zheng       | Hengxiang Cycling Team                       | + 0s     |

| \| Classificação geral \| Classificação geral \| Classificação geral \| Classificação geral \| Classificação geral \| \| Ciclista \| Ciclista \| Equipe \| Tempo \| \| \| ------------------- \| --------------------- \| -------------------------------------------- \| ------------------- \| ------------------- \| \| 1. \| Giovanni Lonardi \| Nippo-Vini Fantini-Faizanè \| 3h37m44s \| \| \| 2. \| Irwandie Lakasek \| Terengganu Inc-TSG Cycling Team \| + 4s \| \| \| 3. \| Yuan Tang Peng \| Taipé Chinês \| + 4s \| \| \| 4. \| Jensen Plowright \| Drapac-Cannondale Holistic Development \| + 6s \| \| \| 5. \| Maral-erdene Batmunkh \| Terengganu Inc-TSG Cycling Team \| + 8s \| \| \| 6. \| Ryan Cavanagh \| St George Continental Cycling Team \| + 8s \| \| \| 7. \| Imerio Cima \| Nippo-Vini Fantini-Faizanè \| + 10s \| \| \| 8. \| Dominic Perez \| 7 Eleven Cliqq-air21 by Roadbike Philippines \| + 10s \| \| \| 9. \| Yasuharu Nakajima \| Kinan Cycling Team \| + 10s \| \| \| 10. \| Park Sang-hoon \| LX Cycling Team \| + 10s \| \| |                       |                                              |          |
| |                       |                                              |          |
| Fonte: ProCyclingStats |                       |                                              |          |
| Classificação geral |                       |                                              |          |
| Ciclista | Ciclista              | Equipe                                       | Tempo    |
| 1. | Giovanni Lonardi      | Nippo-Vini Fantini-Faizanè                   | 3h37m44s |
| 2. | Irwandie Lakasek      | Terengganu Inc-TSG Cycling Team              | + 4s     |
| 3. | Yuan Tang Peng        | Taipé Chinês                                 | + 4s     |
| 4. | Jensen Plowright      | Drapac-Cannondale Holistic Development       | + 6s     |
| 5. | Maral-erdene Batmunkh | Terengganu Inc-TSG Cycling Team              | + 8s     |
| 6. | Ryan Cavanagh         | St George Continental Cycling Team           | + 8s     |
| 7. | Imerio Cima           | Nippo-Vini Fantini-Faizanè                   | + 10s    |
| 8. | Dominic Perez         | 7 Eleven Cliqq-air21 by Roadbike Philippines | + 10s    |
| 9. | Yasuharu Nakajima     | Kinan Cycling Team                           | + 10s    |
| 10. | Park Sang-hoon        | LX Cycling Team                              | + 10s    |

### 2.ª etapa
Uttaradit – Nan (182,5 km)
| \| Classificação por etapas \| Classificação por etapas \| Classificação por etapas \| Classificação por etapas \| Classificação por etapas \| \| Ciclista \| Ciclista \| Equipe \| Tempo \| \| \| ------------------------ \| ------------------------ \| -------------------------------------------- \| ------------------------ \| ------------------------ \| \| 1. \| Park Sang-hoon \| LX Cycling Team \| 4h21m12s \| \| \| 2. \| Wang Junyong \| Hengxiang Cycling Team \| + 0s \| \| \| 3. \| Giovanni Lonardi \| Nippo-Vini Fantini-Faizanè \| + 0s \| \| \| 4. \| Park Keon-woo \| LX Cycling Team \| + 0s \| \| \| 5. \| Martin Laas \| Illuminate \| + 0s \| \| \| 6. \| Jensen Plowright \| Drapac-Cannondale Holistic Development \| + 0s \| \| \| 7. \| Kosuke Takeyama \| Team Ukyo \| + 0s \| \| \| 8. \| Dominic Perez \| 7 Eleven Cliqq-air21 by Roadbike Philippines \| + 0s \| \| \| 9. \| Kim Hyeon-seok \| Seoul Cycling Team \| + 0s \| \| \| 10. \| Warut Paekrathok \| Tailândia \| + 0s \| \| |                  |                                              |          |
| |                  |                                              |          |
| Fonte: ProCyclingStats |                  |                                              |          |
| Classificação por etapas |                  |                                              |          |
| Ciclista | Ciclista         | Equipe                                       | Tempo    |
| 1. | Park Sang-hoon   | LX Cycling Team                              | 4h21m12s |
| 2. | Wang Junyong     | Hengxiang Cycling Team                       | + 0s     |
| 3. | Giovanni Lonardi | Nippo-Vini Fantini-Faizanè                   | + 0s     |
| 4. | Park Keon-woo    | LX Cycling Team                              | + 0s     |
| 5. | Martin Laas      | Illuminate                                   | + 0s     |
| 6. | Jensen Plowright | Drapac-Cannondale Holistic Development       | + 0s     |
| 7. | Kosuke Takeyama  | Team Ukyo                                    | + 0s     |
| 8. | Dominic Perez    | 7 Eleven Cliqq-air21 by Roadbike Philippines | + 0s     |
| 9. | Kim Hyeon-seok   | Seoul Cycling Team                           | + 0s     |
| 10. | Warut Paekrathok | Tailândia                                    | + 0s     |

| \| Classificação geral \| Classificação geral \| Classificação geral \| Classificação geral \| Classificação geral \| \| Ciclista \| Ciclista \| Equipe \| Tempo \| \| \| ------------------- \| ------------------------ \| -------------------------------------------- \| ------------------- \| ------------------- \| \| 1. \| Giovanni Lonardi \| Nippo-Vini Fantini-Faizanè \| 7h58m52s \| \| \| 2. \| Park Sang-hoon \| LX Cycling Team \| + 4s \| \| \| 3. \| Yuan Tang Peng \| Taipé Chinês \| + 8s \| \| \| 4. \| Jensen Plowright \| Drapac-Cannondale Holistic Development \| + 10s \| \| \| 5. \| Peerapol Chawchiangkwang \| Thailand Continental Cycling Team \| + 10s \| \| \| 6. \| Ma Guangtong \| Hengxiang Cycling Team \| + 11s \| \| \| 7. \| Liam White \| Drapac-Cannondale Holistic Development \| + 12s \| \| \| 8. \| Maral-erdene Batmunkh \| Terengganu Inc-TSG Cycling Team \| + 12s \| \| \| 9. \| Ryan Cavanagh \| St George Continental Cycling Team \| + 12s \| \| \| 10. \| Dominic Perez \| 7 Eleven Cliqq-air21 by Roadbike Philippines \| + 14s \| \| |                          |                                              |          |
| |                          |                                              |          |
| Fonte: ProCyclingStats |                          |                                              |          |
| Classificação geral |                          |                                              |          |
| Ciclista | Ciclista                 | Equipe                                       | Tempo    |
| 1. | Giovanni Lonardi         | Nippo-Vini Fantini-Faizanè                   | 7h58m52s |
| 2. | Park Sang-hoon           | LX Cycling Team                              | + 4s     |
| 3. | Yuan Tang Peng           | Taipé Chinês                                 | + 8s     |
| 4. | Jensen Plowright         | Drapac-Cannondale Holistic Development       | + 10s    |
| 5. | Peerapol Chawchiangkwang | Thailand Continental Cycling Team            | + 10s    |
| 6. | Ma Guangtong             | Hengxiang Cycling Team                       | + 11s    |
| 7. | Liam White               | Drapac-Cannondale Holistic Development       | + 12s    |
| 8. | Maral-erdene Batmunkh    | Terengganu Inc-TSG Cycling Team              | + 12s    |
| 9. | Ryan Cavanagh            | St George Continental Cycling Team           | + 12s    |
| 10. | Dominic Perez            | 7 Eleven Cliqq-air21 by Roadbike Philippines | + 14s    |

### 3.ª etapa
Nan – Nan (199,7 km)
| \| Classificação por etapas \| Classificação por etapas \| Classificação por etapas \| Classificação por etapas \| Classificação por etapas \| \| Ciclista \| Ciclista \| Equipe \| Tempo \| \| \| ------------------------ \| ------------------------ \| -------------------------------------------- \| ------------------------ \| ------------------------ \| \| 1. \| Ryan Cavanagh \| St George Continental Cycling Team \| 5h48m21s \| \| \| 2. \| Marcos García \| Kinan Cycling Team \| + 4m49s \| \| \| 3. \| Salvador Guardiola \| Kinan Cycling Team \| + 5m53s \| \| \| 4. \| Jung Woo-ho \| Seoul Cycling Team \| + 6m16s \| \| \| 5. \| Ryan Thomas \| Drapac-Cannondale Holistic Development \| + 6m22s \| \| \| 6. \| Corbin Strong \| St George Continental Cycling Team \| + 6m22s \| \| \| 7. \| Marcelo Felipe Hernández \| 7 Eleven Cliqq-air21 by Roadbike Philippines \| + 6m22s \| \| \| 8. \| Thomas Lebas \| Kinan Cycling Team \| + 6m22s \| \| \| 9. \| Naoya Yoshioka \| Team Ukyo \| + 6m22s \| \| \| 10. \| Sebastian Berwick \| St George Continental Cycling Team \| + 6m22s \| \| |                          |                                              |          |
| |                          |                                              |          |
| Fonte: ProCyclingStats |                          |                                              |          |
| Classificação por etapas |                          |                                              |          |
| Ciclista | Ciclista                 | Equipe                                       | Tempo    |
| 1. | Ryan Cavanagh            | St George Continental Cycling Team           | 5h48m21s |
| 2. | Marcos García            | Kinan Cycling Team                           | + 4m49s  |
| 3. | Salvador Guardiola       | Kinan Cycling Team                           | + 5m53s  |
| 4. | Jung Woo-ho              | Seoul Cycling Team                           | + 6m16s  |
| 5. | Ryan Thomas              | Drapac-Cannondale Holistic Development       | + 6m22s  |
| 6. | Corbin Strong            | St George Continental Cycling Team           | + 6m22s  |
| 7. | Marcelo Felipe Hernández | 7 Eleven Cliqq-air21 by Roadbike Philippines | + 6m22s  |
| 8. | Thomas Lebas             | Kinan Cycling Team                           | + 6m22s  |
| 9. | Naoya Yoshioka           | Team Ukyo                                    | + 6m22s  |
| 10. | Sebastian Berwick        | St George Continental Cycling Team           | + 6m22s  |

| \| Classificação geral \| Classificação geral \| Classificação geral \| Classificação geral \| Classificação geral \| \| Ciclista \| Ciclista \| Equipe \| Tempo \| \| \| ------------------- \| ------------------------ \| -------------------------------------------- \| ------------------- \| ------------------- \| \| 1. \| Ryan Cavanagh \| St George Continental Cycling Team \| 13h47m15s \| \| \| 2. \| Marcos García \| Kinan Cycling Team \| + 4m55s \| \| \| 3. \| Salvador Guardiola \| Kinan Cycling Team \| + 6m01s \| \| \| 4. \| Jung Woo-ho \| Seoul Cycling Team \| + 6m28s \| \| \| 5. \| Corbin Strong \| St George Continental Cycling Team \| + 6m34s \| \| \| 6. \| Marcelo Felipe Hernández \| 7 Eleven Cliqq-air21 by Roadbike Philippines \| + 6m34s \| \| \| 7. \| Thomas Lebas \| Kinan Cycling Team \| + 6m34s \| \| \| 8. \| Hiroki Nishimura \| Nippo-Vini Fantini-Faizanè \| + 6m34s \| \| \| 9. \| Sebastian Berwick \| St George Continental Cycling Team \| + 6m34s \| \| \| 10. \| Naoya Yoshioka \| Team Ukyo \| + 6m34s \| \| |                          |                                              |           |
| |                          |                                              |           |
| Fonte: ProCyclingStats |                          |                                              |           |
| Classificação geral |                          |                                              |           |
| Ciclista | Ciclista                 | Equipe                                       | Tempo     |
| 1. | Ryan Cavanagh            | St George Continental Cycling Team           | 13h47m15s |
| 2. | Marcos García            | Kinan Cycling Team                           | + 4m55s   |
| 3. | Salvador Guardiola       | Kinan Cycling Team                           | + 6m01s   |
| 4. | Jung Woo-ho              | Seoul Cycling Team                           | + 6m28s   |
| 5. | Corbin Strong            | St George Continental Cycling Team           | + 6m34s   |
| 6. | Marcelo Felipe Hernández | 7 Eleven Cliqq-air21 by Roadbike Philippines | + 6m34s   |
| 7. | Thomas Lebas             | Kinan Cycling Team                           | + 6m34s   |
| 8. | Hiroki Nishimura         | Nippo-Vini Fantini-Faizanè                   | + 6m34s   |
| 9. | Sebastian Berwick        | St George Continental Cycling Team           | + 6m34s   |
| 10. | Naoya Yoshioka           | Team Ukyo                                    | + 6m34s   |

### 4.ª etapa
Nan – Phayao (145,5 km)
| \| Classificação por etapas \| Classificação por etapas \| Classificação por etapas \| Classificação por etapas \| Classificação por etapas \| \| Ciclista \| Ciclista \| Equipe \| Tempo \| \| \| ------------------------ \| ------------------------ \| --------------------------------- \| ------------------------ \| ------------------------ \| \| 1. \| Maral-erdene Batmunkh \| Terengganu Inc-TSG Cycling Team \| 3h50m30s \| \| \| 2. \| Félix Barón \| Illuminate \| + 1s \| \| \| 3. \| Thomas Lebas \| Kinan Cycling Team \| + 1s \| \| \| 4. \| Sarawut Sirironnachai \| Thailand Continental Cycling Team \| + 1s \| \| \| 5. \| Florian Hudry \| Interpro Cycling Academy \| + 4s \| \| \| 6. \| Camilo Castiblanco \| Illuminate \| + 7s \| \| \| 7. \| Muhammad Abdurrahman \| KFC Cycling Team \| + 8s \| \| \| 8. \| Wang Junyong \| Hengxiang Cycling Team \| + 1m17s \| \| \| 9. \| Yuan Tang Peng \| Taipé Chinês \| + 1m17s \| \| \| 10. \| Giovanni Lonardi \| Nippo-Vini Fantini-Faizanè \| + 1m17s \| \| |                       |                                   |          |
| |                       |                                   |          |
| Fonte: ProCyclingStats |                       |                                   |          |
| Classificação por etapas |                       |                                   |          |
| Ciclista | Ciclista              | Equipe                            | Tempo    |
| 1. | Maral-erdene Batmunkh | Terengganu Inc-TSG Cycling Team   | 3h50m30s |
| 2. | Félix Barón           | Illuminate                        | + 1s     |
| 3. | Thomas Lebas          | Kinan Cycling Team                | + 1s     |
| 4. | Sarawut Sirironnachai | Thailand Continental Cycling Team | + 1s     |
| 5. | Florian Hudry         | Interpro Cycling Academy          | + 4s     |
| 6. | Camilo Castiblanco    | Illuminate                        | + 7s     |
| 7. | Muhammad Abdurrahman  | KFC Cycling Team                  | + 8s     |
| 8. | Wang Junyong          | Hengxiang Cycling Team            | + 1m17s  |
| 9. | Yuan Tang Peng        | Taipé Chinês                      | + 1m17s  |
| 10. | Giovanni Lonardi      | Nippo-Vini Fantini-Faizanè        | + 1m17s  |

| \| Classificação geral \| Classificação geral \| Classificação geral \| Classificação geral \| Classificação geral \| \| Ciclista \| Ciclista \| Equipe \| Tempo \| \| \| ------------------- \| ------------------------ \| -------------------------------------------- \| ------------------- \| ------------------- \| \| 1. \| Ryan Cavanagh \| St George Continental Cycling Team \| 17h39m02s \| \| \| 2. \| Marcos García \| Kinan Cycling Team \| + 4m55s \| \| \| 3. \| Thomas Lebas \| Kinan Cycling Team \| + 5m11s \| \| \| 4. \| Salvador Guardiola \| Kinan Cycling Team \| + 6m01s \| \| \| 5. \| Jung Woo-ho \| Seoul Cycling Team \| + 6m28s \| \| \| 6. \| Marcelo Felipe Hernández \| 7 Eleven Cliqq-air21 by Roadbike Philippines \| + 6m34s \| \| \| 7. \| Corbin Strong \| St George Continental Cycling Team \| + 6m34s \| \| \| 8. \| Hiroki Nishimura \| Nippo-Vini Fantini-Faizanè \| + 6m34s \| \| \| 9. \| Naoya Yoshioka \| Team Ukyo \| + 6m34s \| \| \| 10. \| Sebastian Berwick \| St George Continental Cycling Team \| + 6m34s \| \| |                          |                                              |           |
| |                          |                                              |           |
| Fonte: ProCyclingStats |                          |                                              |           |
| Classificação geral |                          |                                              |           |
| Ciclista | Ciclista                 | Equipe                                       | Tempo     |
| 1. | Ryan Cavanagh            | St George Continental Cycling Team           | 17h39m02s |
| 2. | Marcos García            | Kinan Cycling Team                           | + 4m55s   |
| 3. | Thomas Lebas             | Kinan Cycling Team                           | + 5m11s   |
| 4. | Salvador Guardiola       | Kinan Cycling Team                           | + 6m01s   |
| 5. | Jung Woo-ho              | Seoul Cycling Team                           | + 6m28s   |
| 6. | Marcelo Felipe Hernández | 7 Eleven Cliqq-air21 by Roadbike Philippines | + 6m34s   |
| 7. | Corbin Strong            | St George Continental Cycling Team           | + 6m34s   |
| 8. | Hiroki Nishimura         | Nippo-Vini Fantini-Faizanè                   | + 6m34s   |
| 9. | Naoya Yoshioka           | Team Ukyo                                    | + 6m34s   |
| 10. | Sebastian Berwick        | St George Continental Cycling Team           | + 6m34s   |

### 5.ª etapa
Phayao – Lampang (164,3 km)
| \| Classificação por etapas \| Classificação por etapas \| Classificação por etapas \| Classificação por etapas \| Classificação por etapas \| \| Ciclista \| Ciclista \| Equipe \| Tempo \| \| \| ------------------------ \| ------------------------ \| --------------------------------- \| ------------------------ \| ------------------------ \| \| 1. \| Sarawut Sirironnachai \| Thailand Continental Cycling Team \| 3h54m35s \| \| \| 2. \| Camilo Castiblanco \| Illuminate \| + 0s \| \| \| 3. \| Gong Hyo-suk \| LX Cycling Team \| + 0s \| \| \| 4. \| Mideum Joo \| Seoul Cycling Team \| + 0s \| \| \| 5. \| Phuchong Sai-udomsin \| Thailand Continental Cycling Team \| + 6s \| \| \| 6. \| Martin Laas \| Illuminate \| + 16s \| \| \| 7. \| Abdul Gani \| KFC Cycling Team \| + 16s \| \| \| 8. \| Irwandie Lakasek \| Terengganu Inc-TSG Cycling Team \| + 16s \| \| \| 9. \| Giovanni Lonardi \| Nippo-Vini Fantini-Faizanè \| + 16s \| \| \| 10. \| Matvey Nikitin \| Vino-Astana Motors \| + 16s \| \| |                       |                                   |          |
| |                       |                                   |          |
| Fonte: ProCyclingStats |                       |                                   |          |
| Classificação por etapas |                       |                                   |          |
| Ciclista | Ciclista              | Equipe                            | Tempo    |
| 1. | Sarawut Sirironnachai | Thailand Continental Cycling Team | 3h54m35s |
| 2. | Camilo Castiblanco    | Illuminate                        | + 0s     |
| 3. | Gong Hyo-suk          | LX Cycling Team                   | + 0s     |
| 4. | Mideum Joo            | Seoul Cycling Team                | + 0s     |
| 5. | Phuchong Sai-udomsin  | Thailand Continental Cycling Team | + 6s     |
| 6. | Martin Laas           | Illuminate                        | + 16s    |
| 7. | Abdul Gani            | KFC Cycling Team                  | + 16s    |
| 8. | Irwandie Lakasek      | Terengganu Inc-TSG Cycling Team   | + 16s    |
| 9. | Giovanni Lonardi      | Nippo-Vini Fantini-Faizanè        | + 16s    |
| 10. | Matvey Nikitin        | Vino-Astana Motors                | + 16s    |

| \| Classificação geral \| Classificação geral \| Classificação geral \| Classificação geral \| Classificação geral \| \| Ciclista \| Ciclista \| Equipe \| Tempo \| \| \| ------------------- \| ------------------------ \| -------------------------------------------- \| ------------------- \| ------------------- \| \| 1. \| Ryan Cavanagh \| St George Continental Cycling Team \| 21h33m53s \| \| \| 2. \| Marcos García \| Kinan Cycling Team \| + 4m55s \| \| \| 3. \| Thomas Lebas \| Kinan Cycling Team \| + 5m11s \| \| \| 4. \| Salvador Guardiola \| Kinan Cycling Team \| + 6m01s \| \| \| 5. \| Jung Woo-ho \| Seoul Cycling Team \| + 6m28s \| \| \| 6. \| Marcelo Felipe Hernández \| 7 Eleven Cliqq-air21 by Roadbike Philippines \| + 6m34s \| \| \| 7. \| Corbin Strong \| St George Continental Cycling Team \| + 6m34s \| \| \| 8. \| Hiroki Nishimura \| Nippo-Vini Fantini-Faizanè \| + 6m34s \| \| \| 9. \| Naoya Yoshioka \| Team Ukyo \| + 6m34s \| \| \| 10. \| Sebastian Berwick \| St George Continental Cycling Team \| + 6m34s \| \| |                          |                                              |           |
| |                          |                                              |           |
| Fonte: ProCyclingStats |                          |                                              |           |
| Classificação geral |                          |                                              |           |
| Ciclista | Ciclista                 | Equipe                                       | Tempo     |
| 1. | Ryan Cavanagh            | St George Continental Cycling Team           | 21h33m53s |
| 2. | Marcos García            | Kinan Cycling Team                           | + 4m55s   |
| 3. | Thomas Lebas             | Kinan Cycling Team                           | + 5m11s   |
| 4. | Salvador Guardiola       | Kinan Cycling Team                           | + 6m01s   |
| 5. | Jung Woo-ho              | Seoul Cycling Team                           | + 6m28s   |
| 6. | Marcelo Felipe Hernández | 7 Eleven Cliqq-air21 by Roadbike Philippines | + 6m34s   |
| 7. | Corbin Strong            | St George Continental Cycling Team           | + 6m34s   |
| 8. | Hiroki Nishimura         | Nippo-Vini Fantini-Faizanè                   | + 6m34s   |
| 9. | Naoya Yoshioka           | Team Ukyo                                    | + 6m34s   |
| 10. | Sebastian Berwick        | St George Continental Cycling Team           | + 6m34s   |

### 6.ª etapa
Lampang – Chiang Mai (116 km)
| \| Classificação por etapas \| Classificação por etapas \| Classificação por etapas \| Classificação por etapas \| Classificação por etapas \| \| Ciclista \| Ciclista \| Equipe \| Tempo \| \| \| ------------------------ \| ------------------------ \| --------------------------------- \| ------------------------ \| ------------------------ \| \| 1. \| Martin Laas \| Illuminate \| 2h33m23s \| \| \| 2. \| Giovanni Lonardi \| Nippo-Vini Fantini-Faizanè \| + 0s \| \| \| 3. \| Imerio Cima \| Nippo-Vini Fantini-Faizanè \| + 0s \| \| \| 4. \| Kosuke Takeyama \| Team Ukyo \| + 0s \| \| \| 5. \| Irwandie Lakasek \| Terengganu Inc-TSG Cycling Team \| + 0s \| \| \| 6. \| Park Sang-hong \| LX Cycling Team \| + 0s \| \| \| 7. \| Matvey Nikitin \| Vino-Astana Motors \| + 0s \| \| \| 8. \| Park Keon-woo \| LX Cycling Team \| + 0s \| \| \| 9. \| Sarawut Sirironnachai \| Thailand Continental Cycling Team \| + 0s \| \| \| 10. \| Alexey Voloshin \| Vino-Astana Motors \| + 0s \| \| |                       |                                   |          |
| |                       |                                   |          |
| Fonte: ProCyclingStats |                       |                                   |          |
| Classificação por etapas |                       |                                   |          |
| Ciclista | Ciclista              | Equipe                            | Tempo    |
| 1. | Martin Laas           | Illuminate                        | 2h33m23s |
| 2. | Giovanni Lonardi      | Nippo-Vini Fantini-Faizanè        | + 0s     |
| 3. | Imerio Cima           | Nippo-Vini Fantini-Faizanè        | + 0s     |
| 4. | Kosuke Takeyama       | Team Ukyo                         | + 0s     |
| 5. | Irwandie Lakasek      | Terengganu Inc-TSG Cycling Team   | + 0s     |
| 6. | Park Sang-hong        | LX Cycling Team                   | + 0s     |
| 7. | Matvey Nikitin        | Vino-Astana Motors                | + 0s     |
| 8. | Park Keon-woo         | LX Cycling Team                   | + 0s     |
| 9. | Sarawut Sirironnachai | Thailand Continental Cycling Team | + 0s     |
| 10. | Alexey Voloshin       | Vino-Astana Motors                | + 0s     |

## Classificações finais
As classificações finalizaram da seguinte forma:

### Classificação geral
| \| Classificação geral \| Classificação geral \| Classificação geral \| Classificação geral \| Classificação geral \| \| Ciclista \| Ciclista \| Equipe \| Tempo \| \| \| ------------------- \| ------------------------ \| -------------------------------------------- \| ------------------- \| ------------------- \| \| 1. \| Ryan Cavanagh \| St George Continental Cycling Team \| 24h07m16s \| \| \| 2. \| Marcos García \| Kinan Cycling Team \| + 4m55s \| \| \| 3. \| Thomas Lebas \| Kinan Cycling Team \| + 5m11s \| \| \| 4. \| Salvador Guardiola \| Kinan Cycling Team \| + 6m01s \| \| \| 5. \| Jung Woo-ho \| Seoul Cycling Team \| + 6m28s \| \| \| 6. \| Naoya Yoshioka \| Team Ukyo \| + 6m33s \| \| \| 7. \| Marcelo Felipe Hernández \| 7 Eleven Cliqq-air21 by Roadbike Philippines \| + 6m34s \| \| \| 8. \| Corbin Strong \| St George Continental Cycling Team \| + 6m34s \| \| \| 9. \| Hiroki Nishimura \| Nippo-Vini Fantini-Faizanè \| + 6m34s \| \| \| 10. \| Sebastian Berwick \| St George Continental Cycling Team \| + 6m34s \| \| |                          |                                              |           |
| |                          |                                              |           |
| Fonte: ProCyclingStats |                          |                                              |           |
| Classificação geral |                          |                                              |           |
| Ciclista | Ciclista                 | Equipe                                       | Tempo     |
| 1. | Ryan Cavanagh            | St George Continental Cycling Team           | 24h07m16s |
| 2. | Marcos García            | Kinan Cycling Team                           | + 4m55s   |
| 3. | Thomas Lebas             | Kinan Cycling Team                           | + 5m11s   |
| 4. | Salvador Guardiola       | Kinan Cycling Team                           | + 6m01s   |
| 5. | Jung Woo-ho              | Seoul Cycling Team                           | + 6m28s   |
| 6. | Naoya Yoshioka           | Team Ukyo                                    | + 6m33s   |
| 7. | Marcelo Felipe Hernández | 7 Eleven Cliqq-air21 by Roadbike Philippines | + 6m34s   |
| 8. | Corbin Strong            | St George Continental Cycling Team           | + 6m34s   |
| 9. | Hiroki Nishimura         | Nippo-Vini Fantini-Faizanè                   | + 6m34s   |
| 10. | Sebastian Berwick        | St George Continental Cycling Team           | + 6m34s   |

### Classificação por pontos
| Classificação por pontos | Classificação por pontos | Classificação por pontos               | Classificação por pontos | Classificação por pontos |
| Ciclista                 | Ciclista                 | Equipe                                 | Pontos                   |                          |
| ------------------------ | ------------------------ | -------------------------------------- | ------------------------ | ------------------------ |
| 1.                       | Giovanni Lonardi         | Nippo-Vini Fantini-Faizanè             | 61 pts                   |                          |
| 2.                       | Sarawut Sirironnachai    | Thailand Continental Cycling Team      | 46 pts                   |                          |
| 3.                       | Yuan Tang Peng           | Taipé Chinês                           | 40 pts                   |                          |
| 4.                       | Martin Laas              | Illuminate                             | 39 pts                   |                          |
| 5.                       | Jensen Plowright         | Drapac-Cannondale Holistic Development | 36 pts                   |                          |
| 6.                       | Irwandie Lakasek         | Terengganu Inc-TSG Cycling Team        | 33 pts                   |                          |
| 7.                       | Thomas Lebas             | Kinan Cycling Team                     | 26 pts                   |                          |
| 8.                       | Camilo Castiblanco       | Illuminate                             | 25 pts                   |                          |
| 9.                       | Imerio Cima              | Nippo-Vini Fantini-Faizanè             | 25 pts                   |                          |
| 10.                      | Wang Junyong             | Hengxiang Cycling Team                 | 25 pts                   |                          |

### Classificação da montanha
| Classificação da montanha | Classificação da montanha | Classificação da montanha                    | Classificação da montanha | Classificação da montanha |
| Ciclista                  | Ciclista                  | Equipe                                       | Pontos                    |                           |
| ------------------------- | ------------------------- | -------------------------------------------- | ------------------------- | ------------------------- |
| 1.                        | Félix Barón               | Illuminate                                   | 86 pts                    |                           |
| 2.                        | Ryan Cavanagh             | St George Continental Cycling Team           | 53 pts                    |                           |
| 3.                        | Rodolfo Torres            | Illuminate                                   | 34 pts                    |                           |
| 4.                        | Sarawut Sirironnachai     | Thailand Continental Cycling Team            | 32 pts                    |                           |
| 5.                        | Thomas Lebas              | Kinan Cycling Team                           | 24 pts                    |                           |
| 6.                        | Marcelo Felipe Hernández  | 7 Eleven Cliqq-air21 by Roadbike Philippines | 24 pts                    |                           |
| 7.                        | Marcos García             | Kinan Cycling Team                           | 22 pts                    |                           |
| 8.                        | Florian Hudry             | Interpro Cycling Academy                     | 21 pts                    |                           |
| 9.                        | Camilo Castiblanco        | Illuminate                                   | 21 pts                    |                           |
| 10.                       | Gong Hyo-suk              | LX Cycling Team                              | 20 pts                    |                           |

### Classificação por equipas
| Classificação por equipes | Classificação por equipes          | Classificação por equipes | Classificação por equipes |
| Equipe                    | Equipe                             | Tempo                     |                           |
| ------------------------- | ---------------------------------- | ------------------------- | ------------------------- |
| 1.                        | St George Continental Cycling Team | 72h35m08s                 |                           |
| 2.                        | Kinan Cycling Team                 | + 3m04s                   |                           |
| 3.                        | Seoul Cycling Team                 | + 19m25s                  |                           |
| 4.                        | LX Cycling Team                    | + 21m32s                  |                           |
| 5.                        | Interpro Cycling Academy           | + 26m43s                  |                           |
| 6.                        | Team Sauerland NRW p/b SKS GERMANY | + 31m05s                  |                           |
| 7.                        | Thailand Continental               | + 33m46s                  |                           |
| 8.                        | Nippo Vini Fantini Faizanè         | + 39m09s                  |                           |
| 9.                        | Team Ukyo                          | + 58m35s                  |                           |
| 10.                       | Terengganu Inc-TSG Cycling Team    | + 1h16m14s                |                           |

## Evolução das classificações
| Etapa                 | Vencedor              | Classificação geral | Classificação por pontos | Classificação da montanha | Classificação melhor asiático | Classificação por equipas  |
| --------------------- | --------------------- | ------------------- | ------------------------ | ------------------------- | ----------------------------- | -------------------------- |
| 1.ª                   | Giovanni Lonardi      | Giovanni Lonardi    | Yuan Tang Peng           | não entregado             | Irwandie Lakasek              | Nippo-Vini Fantini-Faizanè |
| 2.ª                   | Park Sang-hoon        | Giovanni Lonardi    | Giovanni Lonardi         | Guangtong Ma              | Park Sang-hoon                | Nippo-Vini Fantini-Faizanè |
| 3.ª                   | Ryan Cavanagh         | Ryan Cavanagh       | Giovanni Lonardi         | Ryan Cavanagh             | Jung Woo-ho                   | St George Continental      |
| 4.ª                   | Maral-Erdene Batmunkh | Ryan Cavanagh       | Giovanni Lonardi         | Ryan Cavanagh             | Jung Woo-ho                   | St George Continental      |
| 5.ª                   | Sarawut Sirironnachai | Ryan Cavanagh       | Giovanni Lonardi         | Félix Barón               | Jung Woo-ho                   | St George Continental      |
| 6.ª                   | Martin Laas           | Ryan Cavanagh       | Giovanni Lonardi         | Félix Barón               | Jung Woo-ho                   | St George Continental      |
| Classificações finais | Classificações finais | Ryan Cavanagh       | Giovanni Lonardi         | Félix Barón               | Jung Woo-ho                   | St George Continental      |

## UCI World Ranking
O Tour da Tailândia outorgou pontos para o UCI World Ranking para corredores das equipas nas categorias UCI WorldTeam, Profissional Continental e Equipas Continentais. As seguintes tabelas mostram o barómetro de pontuação e os 10 corredores que obtiveram mais pontos:
| Posição             | 1.º | 2.º | 3.º | 4.º | 5.º | 6.º | 7.º | 8.º | 9.º | 10.º | 11.º | 12.º | 13.º-15.º | 16.º-25.º |
| Classificação geral | 125 | 85  | 70  | 60  | 50  | 40  | 35  | 30  | 25  | 20   | 15   | 10   | 5         | 3         |
| Por etapa           | 14  | 5   | 3   |     |     |     |     |     |     |      |      |      |           |           |
| Líder               | 3   |     |     |     |     |     |     |     |     |      |      |      |           |           |

| Classificação |                    |                                              |       |       |       |       |
| Posição       | Ciclista           | Equipa                                       | Geral | Etapa | Líder | Total |
| ------------- | ------------------ | -------------------------------------------- | ----- | ----- | ----- | ----- |
| 1.º           | Ryan Cavanagh      | St George Continental                        | 125   | 14    | 9     | 148   |
| 2.º           | Marcos García      | Kinan                                        | 85    | 5     | -     | 90    |
| 3.º           | Thomas Lebas       | Kinan                                        | 70    | 73    | -     | 73    |
| 4.º           | Salvador Guardiola | Kinan                                        | 60    | 3     | -     | 63    |
| 5.º           | Jung Woo-ho        | Seoul                                        | 50    | -     | -     | 50    |
| 6.º           | Naoya Yoshioka     | Ukyo                                         | 40    | -     | -     | 40    |
| 7.º           | Marcelo Felipe     | 7Eleven Cliqq-Air 21 by Roadbike Philippines | 35    | -     | -     | 35    |
| 8.º           | Corbin Strong      | St George Continental                        | 30    | -     | -     | 30    |
| 9.º           | Giovanni Lonardi   | Nippo-Vini Fantini-Faizanè                   | -     | 22    | 6     | 28    |
| 10.º          | Hiroki Nishimura   | Nippo-Vini Fantini-Faizanè                   | 25    | -     | -     | 25    |